# Museo nazionale del Liechtenstein
Il Museo nazionale del Liechtenstein è un museo nazionale con sede a Vaduz. Dal 2006 è affiliato al Museo postale del Liechtenstein. 
Il museo espone manufatti sulla storia, la cultura, la natura e il paesaggio del Liechtenstein, su tre edifici e 42 sale espositive.

## Storia

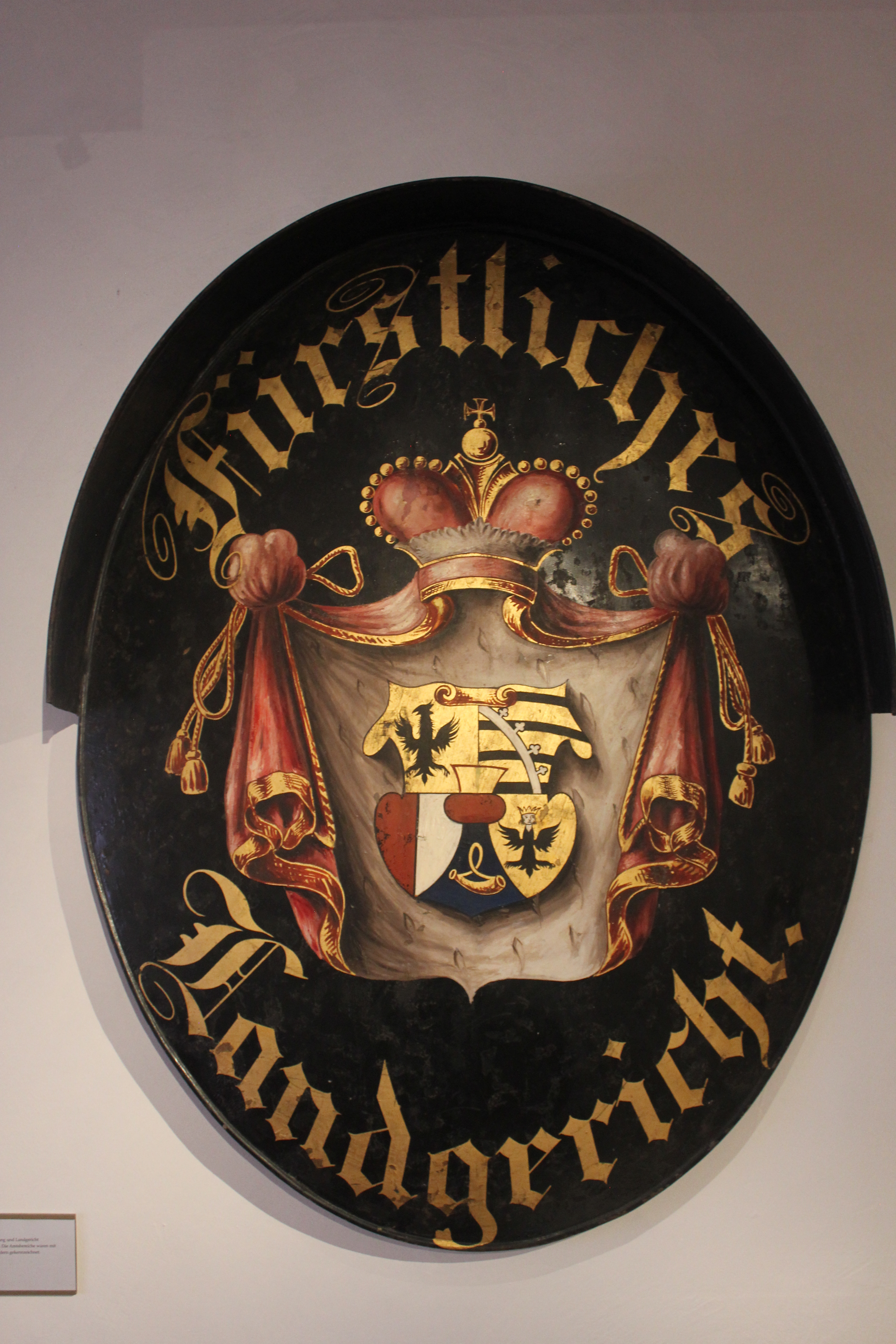
Insegna ufficiale del governo del Liechtenstein che aveva sede nel museo. Oggi l'insegna è parte della mostra permanente del Museo nazionale

L'edificio del museo risale al 1438 e ospitava la taverna principesca, la dogana e la sede del governo. Nel 1998-2008 è stato eseguito un lavoro di restauro dell'edificio.